# Кеннеди, Дэвид Мэттью
Дэвид Мэттью Кеннеди (англ. David Matthew Kennedy; 21 июля 1905[…], Рандолф, Юта[…] — 1 мая 1996, Солт-Лейк-Сити) — американский политик, 60-й министр финансов США.

## Биография
Дэвид Мэттью Кеннеди родился 21 июля 1905 года в Рандолфе, штат Юта, в семье мормонов.
Женившись в 19-летнем возрасте и прослужив некоторое время в мормонской миссии в Ливерпуле, Дэвид Кеннеди получает высшее образование в университете Джорджа Вашингтона. С 1930 по 1946 год работает в Федеральной резервной системе, после чего поступает на службу в банк «Континентал Иллинойс», где в ближайшие 10 лет делает карьеру и становится его генеральным директором. В 1957 году становится членом попечительского совета Чикагского университета, в 1961 году — Брукингского института.
В 1962 году президент Джон Кеннеди назначает своего однофамильца (Дэвид Кеннеди не был связан с семьёй Кеннеди родственными узами) членом правления COMSAT — корпорации, управляющей глобальной системой спутниковой связи в США.
С 1969 по 1971 год Дэвид Кеннеди является министром финансов США при президенте Ричарде Никсоне. После этого, с марта 1972 по февраль 1973 года, занимает должность Постоянного представителя США в НАТО. Также Дэвид Кеннеди являлся специальным представителем мормонской Церкви Иисуса Христа Святых последних дней.
Дэвид Кеннеди скончался 1 мая 1996 года в Солт-Лейк-Сити, штат Юта, от сердечной недостаточности на 91 году жизни.

## Память
Именем Кеннеди назван Центр международных исследований в университете Бригама Янга.